# Mường Khương (thị trấn)
Mường Khương là thị trấn huyện lỵ của huyện Mường Khương, tỉnh Lào Cai, Việt Nam.

## Địa lý
Thị trấn Mường Khương nằm ở phía bắc của huyện Mường Khương, có vị trí địa lý:
- Phía đông giáp xã Tung Chung Phố
- Phía tây giáp Trung Quốc và xã Nậm Chảy
- Phía nam giáp các xã Nấm Lư và Thanh Bình
- Phía bắc giáp Trung Quốc.

Phía bên kia biên giới là hương Kiều Đầu (桥头), huyện Hà Khẩu, châu Hồng Hà, tỉnh Vân Nam.
Năm 2017, dân số của thị trấn là 8.418 người.
Theo thống kê năm 2019, thị trấn Mường Khương có diện tích 35,65 km², dân số là 9.680 người, mật độ dân số đạt 272 người/km².

## Lịch sử

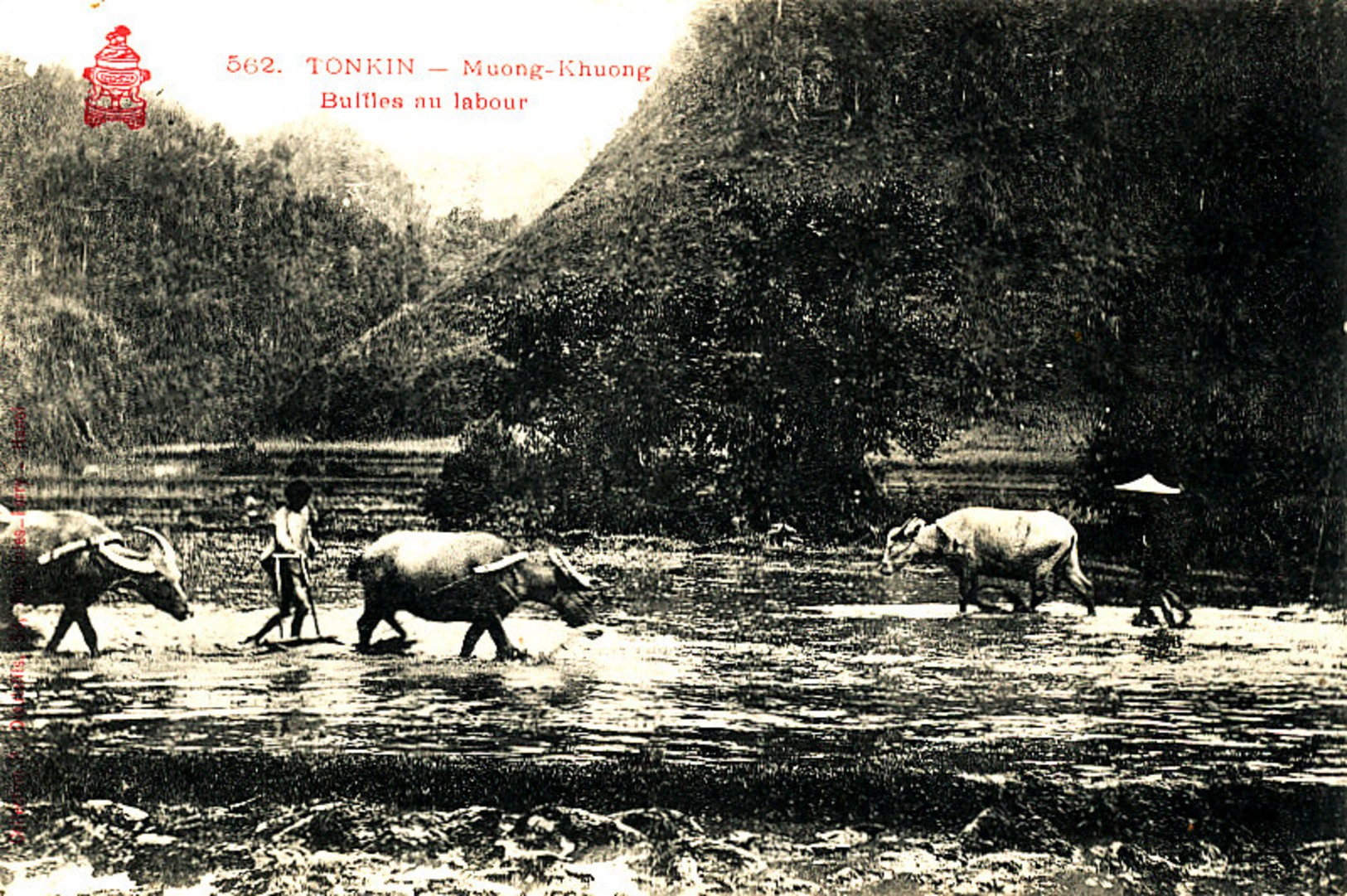
1906

Ngày 28 tháng 5 năm 1981, Hội đồng Chính phủ ban hành Quyết định 205-CP. Theo đó, sáp nhập xã Tả Chu Phùng (trừ hai thôn Tả Chu Phùng và Tù Chả) vào xã Mường Khương.
Ngày 9 tháng 11 năm 2010, Chính phủ ban hành Nghị quyết 43/NQ-CP. Theo đó:
- Điều chỉnh 775 ha diện tích tự nhiên và 2.139 người của xã Tung Chung Phố về xã Mường Khương quản lý
- Thành lập thị trấn Mường Khương trên cơ sở toàn bộ 3.565 ha diện tích tự nhiên và 8.207 người của xã Mường Khương.

## Hành chính
Hiện nay thị trấn Mường Khương được chia thành các thôn: Xóm Chợ 1, Xóm Chợ 2, Xóm Mới 1, Xóm Mới 2, Phố Cũ 1, Phố Cũ 2, Sàng Chải, Na Pên, Na Khui, Mã Tuyển 1, Mã Tuyển 2, Sa Pả 9, Sa Pả 10, Sa Pả 11, Dê Chú Thàng, Sả Hồ, Choán Ván, Chúng Chải A, Chúng Chải B, Lao Chải, Ma Lủ, Hoáng Thền, Tùng Lâu 1, Tùng Lâu 2, Na Đẩy, Na Ản, Na Bù, Hàm Rồng.